# Changlimithang Stadium
O Changlimithang Stadium é um estádio multiuso sediado em Thimphu, capital do Butão.
É a casa da Seleção Butanesa de Futebol, que realiza a maior parte de seus jogos neste estádio. Outros clubes, como Druk Pol, Druk Star, Druk United, Dzongree, Thimpu City e Yeedzin, também usam o Changlimithang Stadium.
O Nuevo Estadio integra o Complexo Poliesportivo de Malabo, formado ainda por um ginásio de esportes, quatro quadras de tênis, uma piscina olímpica e um campo de treinos com gramado artificial.
Inaugurado em 1974, sua capacidade era de 10 mil lugares. Com a ampliação realizada entre 2007 e 2008, passou a abrigar 25.000 espectadores. 

## Galeria de imagens

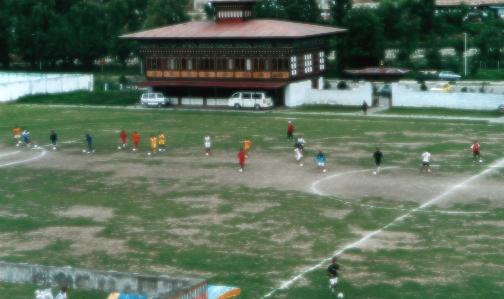
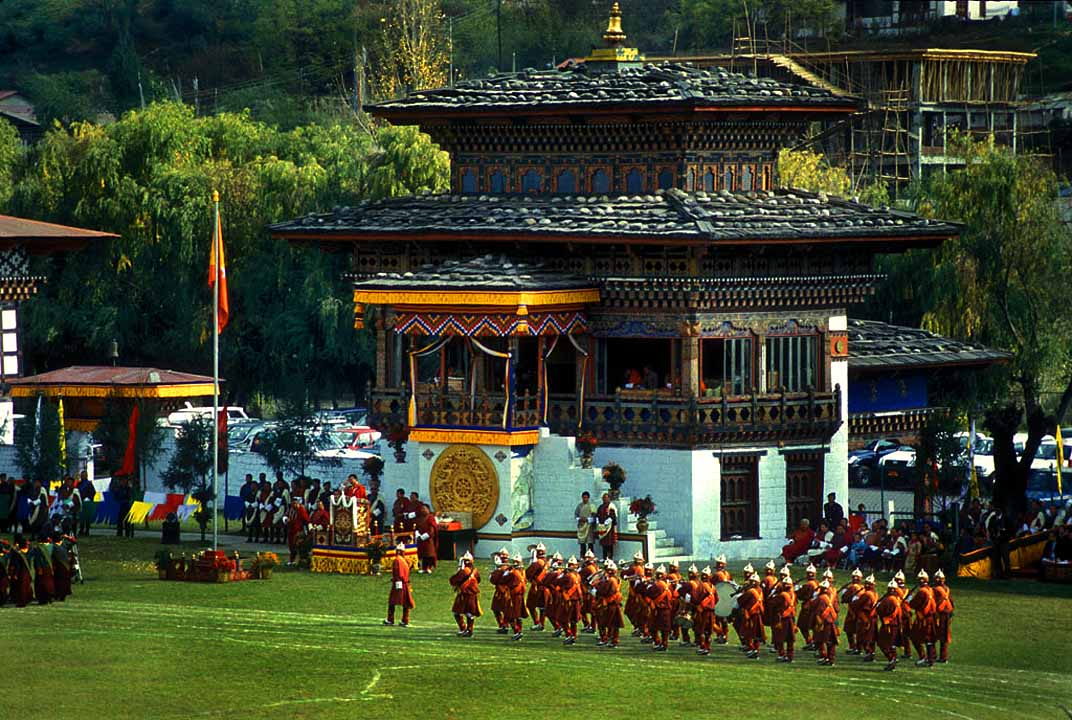
Vista do estádio